# Budzynek
Budzynek – wieś w Polsce położona w województwie łódzkim, w powiecie poddębickim, w gminie Dalików.
Budzynek uzyskał lokację miejską po 1454 roku, zdegradowany po 1661 roku.
W latach 1954–1959 wieś należała i była siedzibą władz gromady Budzynek, po jej zniesieniu w gromadzie Brudnów. W latach 1975–1998 miejscowość administracyjnie należała do województwa sieradzkiego.

## Historia
Wieś leży w dolinie Bzury, w okolicach dawnej Ziemi Łęczyckiej, przy drodze z Poddębic przez Tur do Ozorkowa. Miejscowość ma bardzo stary rodowód. Obok cmentarza wykryto obiekt kultury łużyckiej z okresu halsztackiego (650-400 p.n.e.). W XV-XVI w. istniał tu drewniany dwór otoczony palisadą, na jego miejscu zbudowano później dwór murowany. Budzynek powstał jako osada w XVI w. na terenie wsi Woźniki znanej od XIV w. Nazwa Budzynek nawiązuje do wyrazu „budzyń” zachowanego jeszcze w gwarze ludowej („Lichsza część wsi nazywana jest czasem pogardliwie budzyna”).
Budzynek usytuowany jest na północnych krańcach powiatu poddębickiego. Przez krótki czas miejscowość szczyciła się nawet prawami miejskimi. Pierwsza wzmianka o Budzynku, wówczas zwanego Wożniki, pochodzi z 1357 roku. W 1454 r. właściciel Woźnik – Dadżbóg uzyskał od króla Kazimierza Jagiellończyka przywilej na założenie miasta na gruntach tej wsi. Początkowo miasto nazywało się Międzyrzec, potem zaś Budzynek. Pod koniec XII w. Budzynek należał do najmniejszych miast województwa łęczyckiego. Mała odległość od Poddębic, Łęczycy i Parzęczewa oraz brak własnego zaplecza wiejskiego była powodem, że nie miał on możliwości rozwoju. W następnych stuleciach Budzynek występuje w dokumentach już jako wieś.
W tym samym okresie, kiedy Budzynek stał się miastem, powstał tu pierwszy modrzewiowy kościół. Około 1520 r. Budzynek należał najpierw do parafii w Leźnicy Wielkiej, potem w Domaniewie. Miejscowa parafia została erygowana w 1926 r. przez znanego łódzkiego biskupa Wincentego Tymienieckiego.
Budzyński kościół jest ciekawy architektonicznie, otoczony drzewami. Funkcjonuje pod wezwaniem Ścięcia św. Jana Chrzciciela i św. Trójcy. Wznoszony był etapami od XVI do XVIII wieku. Jest konstrukcji zrębowej, z wydatnymi ostatkami. Nawa na planie kwadratu, prezbiterium na planie ośmioboku. Kruchtę zstępuje podsienie, ponad którym na 4 słupach i 2 rysiach umieszczony jest chór z organami. Osobliwością są wystające na narożach, nierówne, ułożone na zrąb belki, co wiąże się z różnymi zabobonami. Dach z gontu, wspólny dla nawy i prezbiterium, z wieżyczką na sygnaturkę. Zachowały się dwie rzeźby gotyckie z 1 poł. XVI w. oraz pozłacany mosiężny kielich z pateną - prawdopodobnie z XV w. Poza tym wyposażenie głównie z okresu baroku i rokoka.
W latach 30. XX w. miejscowość odwiedzał – lub tylko raz gościł w 1934 r. – znany łódzki artysta malarz i konserwator dzieł sztuki Karol Ende. Tutaj namalował dwa obrazy olejne: Kościół z Budzynku i Plebania w Budzynku k. Aleksandrowa. Ich reprodukcje opublikował w 1935 r. dodatek ilustrowany do „Kuriera Łódzkiego” – „Łódź w Ilustracji”.
Obraz Plebania został pokazany m.in. w maju 1935 r. z okazji wystawienia go na wystawie prac Związku Artystów Plastyków w Łodzi i grupy artystycznej „Ryngraf”, w łódzkiej galerii Instytutu Propagandy Sztuki w parku im. H. Sienkiewicza.

## Zabytki
Według rejestru zabytków Narodowego Instytutu Dziedzictwa na listę zabytków wpisany jest obiekt:
- kościół parafialny pw. św. Jana Chrzciciela, drewniany, XVII w., nr rej.: 88 z 2 X 1967